# 上龍門村
上龍門村（かみりゅうもんむら）は奈良県中部、吉野郡に属していた村。現在の宇陀市大宇陀南部。郡を越えた合併で所属が吉野郡から宇陀郡に変更となった。

## 歴史
- 1890年（明治23年）9月23日 - 龍門村の一部（大字大熊・牧・栗野・田原・東平尾・上片岡・下片岡）が分立して発足。
- 1942年（昭和17年）2月11日 - 宇陀郡松山町・神戸村・政始村と合併して宇陀郡大宇陀町が発足。同日上龍門村廃止。

## 経済

### 産業
- 農業

『大日本篤農家名鑑』によれば、上龍門村の篤農家は「植岡萬治郎、東谷萬太郎、坂田彌吉」などである。